# Jenny Leeb
 Jenny Leeb, född 30 september 1974, är en svensk författare.
Jenny Leeb har en fil.kand. i media- och kommunikationsvetenskap och arbetar som mediestrateg och tv-specialist på en mediebyrå i Stockholm. Jenny Leeb debuterade som författare 2006 med romanen Grevgatan 22.